# Мејпл Гроув (Минесота)
Мејпл Гроув (енгл. Maple Grove) град је у америчкој савезној држави Минесота.

## Демографија
По попису из 2010. године број становника је 61.567, што је 11.202 (22,2%) становника више него 2000. године.
| Група             | 2000.          | 2010.          |
| Белци             | 47.407 (94,1%) | 52.222 (84,8%) |
| Афроамериканци    | 528 (1,0%)     | 2.568 (4,2%)   |
| Азијати           | 1.267 (2,5%)   | 3.807 (6,2%)   |
| Хиспаноамериканци | 534 (1,1%)     | 1.545 (2,5%)   |
| Укупно            | 50.365         | 61.567         |